# Кашина Албарото (Бергамо)
Кашина Албарото је насеље у Италији у округу Бергамо, региону Ломбардија.
Према процени из 2011. у насељу је живело 18 становника. Насеље се налази на надморској висини од 127 м.